# George Philips Dart
George Philips Dart (Waterford, 31 de Maio de 1811 — Lisboa, 22 de Março de 1885) foi um abastado comerciante irlandês, que se estabeleceu na praça de Angra, nos Açores. Era produtor e exportador de laranja, proprietário de várias quintas destinadas a essa produção. Foi na Terceira o expoente máximo do comerciante ligado ao ciclo da laranja, isto é à exportação de laranjas para o mercado de Londres. Enriqueceu cedo, já que em 1831, aos 20 anos, já fazia um empréstimo de 10 contos, então uma grande quantia, à Junta da Fazenda da Regência de Angra. Pelo seu apoio à causa liberal durante as Guerras Liberais e pelo seu papel na regularização do abastecimento financeiro da ilha durante as crises monetárias do terceiro quartel do século XIX, foi feito comendador da Ordem de Cristo. Foi vice-cônsul da Áustria e dos Estados Unidos na ilha Terceira e o primeiro agente consular do Brasil nos Açores, com nomeação em 1838.

## Biografia
George Philips Dart nasceu em Waterford, Irlanda, a 31 de Maio de 1811, no seio de uma família protestante. Vários membros da família, incluindo os seus irmãos, dedicaram-se ao comércio do Atlântico, fixando-se, em Angra, na Horta e no Funchal. Não se sabe em que ano chegou à ilha Terceira, mas era certamente muito novo e rapidamente fez fortuna como grossista e como comerciante de fazendas, com loja na Rua do Salinas, em Angra. O seu enriquecimento foi tão rápido que já em 1831, com apenas 20 anos de idade, já fazia um empréstimo de 10 contos de réis à Junta de Fazenda da Regência de Angra.
Começou a sua atividade como comerciante por grosso, com armazém nos baixos da sua casa da Rua do Salinas, em Angra. À medida que a sua fortuna se consolidava, foi adquirindo inúmeras propriedades na ilha Terceira, especialmente vocacionadas para a plantação de pomares de laranjeiras, como a quinta da Canada do Célis, com o seu cottage que nela mandou construir, e a Quinta do Martelo. Prosperou no negócio da exportação de laranjas para Londres, mantendo durante toda a vida frequentes contactos com a Grã-Bretanha, agenciando navios e visitando amiudamente aquela cidade. Deu aos filhos uma educação britânica, enviando-os cedo para colégios na Inglaterra.
Foi o primeiro agente consular do Brasil na Terceira após a proclamação da independência brasileira, nomeado vice-cônsul por carta de 2 de Maio de 1838, lugar que exerceu, com a categoria de vice-cônsul, até 1857. Foi ainda vice-cônsul da Áustria na ilha Terceira, por carta do cônsul da mesma nação, datada de Lisboa aos 28 de Junho de 1842, e confirmada pela rainha D. Maria II em 6 de Julho do mesmo ano, exercendo o cargo até 1884, e agente consular dos Estados Unidos da América, por carta de 20 de Setembro de 1850, mantendo essas funções até 1862.
No campo financeiro, foi agente do Banco Nacional Ultramarino na Terceira, tendo durante as graves crises de falta de moeda e de degradação da sua qualidade que afectaram os Açores durante as décadas de 1860 e 1870 colaborado na troca da antiga moeda de prata pela nova moeda. O decreto de 1873 que lhe concede a comenda da Ordem de Cristo é referido no periódico A Terceira que cita como razão a generosidade com que abriu os seus cofres para auxiliar o tesouro deste distrito. Na realidade, aquela comenda da Ordem de Cristo, fora concedida por proposta do Ministro da Fazenda, como testemunho do apreço pelos bens e serviços que prestou ao cofre central do Distrito de Angra do Heroísmo, a fim de se levar a efeito a troca de moeda brasileira carimbada, mandada retirar da circulação no distrito.
Completamente integrado na sociedade angrense, casou no oratório do Paço Episcopal, a 5 de Dezembro de 1839, com Francisca Elísia de Sampaio e Lemos, da Casa da Madre de Deus. Como era protestante, da Igreja da Inglaterra, a mulher teve que requerer autorização para casar ao bispo de Angra, declarando-se que nenhum abdicaria das suas convicções religiosas. Curiosamente, alguns dos filhos foram católicos e outros protestantes. Herdou de sua sogra uma grande quinta no Largo de São Carlos, arredores da cidade de Angra, com suas casas nobres, casa de quinteiro, adega, cavalariças e pomar, que vendeu a 30 de Abril de 1860, a José Borges Leal Côrte-Real, depois de lhe ter retirado um lote, no qual construiu a sua própria casa, edifício que hoje alberga o departamento de planeamento do Governo Regional dos Açores.
Reuniu uma importante biblioteca, em que se destacam os mais conhecidos autores ingleses da época, bem como os autores clássicos e literatura francesa. A maioria destes livros foi herdada por sua filha Emília, casada com Henrique de Castro, e destes legada a seu filho Tomé de Castro que os deixou a seu neto José Henrique de Castro da Costa Franco, que, por testamento, os deixou a seu primo Jorge de Castro Parreira, doador da coleção à Biblioteca Pública e Arquivo Regional de Angra do Heroísmo.
Capitalista e abastado proprietário, é como se lhe referem os jornais, ao noticiar a sua morte. A sua riqueza leva a que Vitorino Nemésio, falando do tempo da Regência de Angra, o considerasse o zápete do alto comércio de Angra.
Faleceu na sua casa da Rua de São Francisco, 6, 2.º, em Lisboa (Mártires) a 22 de Março de 1885, tendo sido sepultado no Cemitério dos Prazeres. Por testamento pediu que o funeral se fizesse sem pompa e segundo os ritos protestantes.
Do seu casamento teve oito filhos, mas só há descendência de três deles – as famílias Castro Parreira, Pereira Forjaz e Kelson (no Reino Unido). Teve ainda três filhos ilegítimos, com descendência na Terceira (Couto), Lisboa (Fagundes) e Rio de Janeiro (Dart).
George Philips Dart é o tronco dos deste apelido em Portugal e no Brasil. Casou em Angra do Heroísmo com Francisca de Bettencourt de Vasconcelos e Lemos, sobrinha materna do 1.° Conde da Póvoa e 1.° Barão de Teixeira e do 1.° Visconde do Cartaxo, tendo o casal os seguintes filhos:
1. Francisca de Sampaio Dart  que nasceu 7 de Maio de 1842, casou com Frederick Colcthurst Kelson, de quem teve: George Frederick Ronland Kelson e Joseph James Kelson.
2. Maria de Sampaio Dart, que foi viscondesssa de Nossa Senhora das Mercês pelo seu casamento com Cândido Pacheco de Melo Forjaz de Lacerda.
3. George Dart, que nasceu  a 9 de Agosto de 1847, e residiu em Lisboa, onde faleceu a 2 de Novembro de 1906, no estado de solteiro.
4. Emília de Sampaio Dart, que nasceu  a 19 de Novembro de 1850. Casou com Henrique de Castro, agente consular dos Estados Unidos e vice-cônsul da Áustria e Inglaterra em Angra do Heroísmo e governador civil substituto da mesma cidade, desde 18 a 31 de Maio de 1891.